# Île de Santa Chiara
Pour les articles homonymes, voir Santa Chiara.
 (juin 2019).
Santa Chiara, aujourd'hui la Marittima, est une île de la lagune de Venise, en Italie.
Cette île se trouve entre Tronchetto et le sestiere de Santa Croce, le long du canal Scomenzera. 
En 1236, Giovanni Badoaro et les deux filles de Pietro Badoaro, ont offert à Costanza Calbo, première prieure, la création d'un monastère de Clarisses, des religieuses issues de la chapelle Saint-Damien d'Assise, dans cette vaste zone marécageuse de la paroisse de Santa Croce. 
La première église fut dédiée à Sainte Marie Mère du Seigneur avant d'être rebaptisée progressivement Santa Chiara, de par son occupation par des Clarisses. 
En 1805, les moniales étaient concentrées au monastère de la Croce ; en 1819, lorsque l'église a été démolie et que tout a été réduit à un hôpital militaire. Le Santo Chiodo a été amené à l'église San Pantaleone, où il est toujours vénéré. L'îlot a été agrandi et la Marittima a été formée. Conjugué à l'hôpital militaire de celui de Sant'Anna, l'ancien cloître est devenu une caserne de police.